# 法國—德國關係
法德關係是指法國和德國間的外交關係。历史上，法國和德國源自同一個國家：法蘭克帝國。843年法蘭克帝國分裂后产生的西法蘭克王國和東法蘭克王國大致和今天法兰西第五共和国和德意志聯邦共和國相当。
德法關係自1871年以來經歷了三個時期：1871年至1945年期間，兩國處於敵對關係；1945年至1963年期間，兩國關係和解；1963年以來德法之間的關係已成為「特殊關係」，兩國在許多領域都緊密合作，關係友好。德法在歐洲一體化進程中發揮了重要作用，也是最熱心支持歐盟進一步整合的兩國，被稱為“歐洲雙核”。

## 历史

### 法蘭克王國

843年凡爾登條約

羅馬帝國滅亡後，法蘭克王國成為中歐最重要的國家。800年，教皇利奥三世在罗马给查理曼加冕为「罗马人的皇帝」，承认查理曼帝国为罗马帝国的承继者。查理曼的儿子虔誠者路易死后，其長子洛泰爾即位。842年，洛泰爾的同父同母弟弟日耳曼人路易和同父異母弟弟禿頭查理結成聯盟，反對洛泰爾。洛泰爾战败求和，三人在843年签订凡爾登條約，把查理曼帝國劃分成中法蘭克王國、西法蘭克王國和東法蘭克王國。后来中法蘭克王國被西法蘭克王國和東法蘭克王國瓜分，西法蘭克王國演變為法蘭西王國，東法蘭克王國演變為神聖羅馬帝國。
兩個王國中央權力下降的同時，新的社會制度的發展：在主權權力由當地領主行使封建主義。然而，這兩個國家的後續發展不同。在法國，中央政府設法恢復其重要性以及絕對君主制，旨在匯集法國的省份。在德國，中央政府持續衰弱，微型公國迅速增加。在法國大革命前夕，法國是一個強大和現代化的國家。德國，則屬於鬆散的神聖羅馬帝國之下，由奧地利哈布斯堡王朝和普魯士霍亨索倫王朝等為主的小君主國。

### 三十年战争
公元962年，奥托王朝的东法兰克國王奧托一世在羅馬被教宗約翰十二世加冕为羅馬帝國皇帝，后世称之为神圣罗马帝国。16世紀後半葉，新教和天主教之間的緊張局勢愈演愈烈。歐洲列強均想插手帝國事務。它們分為兩派，其中哈布斯堡王朝集團由奧地利大公國、西班牙王国與神圣罗马帝国的天主教諸侯國組成，並得到羅馬教皇及波兰立陶宛联盟的支持；而另一方為反哈布斯堡王朝集團，由法兰西王国、丹麥王国、瑞典帝国、荷蘭及德意志的新教諸侯國組成，並得到英格兰王国、俄國的支持。法國雖是天主教國家，但是在首相黎塞留樞機主教的主導下，對於世俗政治的考量勝過了神學觀念，为削弱歐洲大陸上的頭號競爭對手哈布斯堡王朝，毅然支持新教國家陣營。三十年战争从1618年持续至1648年，是历史上第一次全欧大战，也是欧洲近代史的开始。

### 反法战争
1792年4月20日，法國對奧地利宣戰，开始法國大革命战争。1792年到1815年間歐洲各國為了對抗發生革命的法國而結成反法同盟。1793年神聖羅馬帝國皇帝弗朗茨二世與普魯士、薩丁、英國、荷蘭和西班牙組成第一次反法同盟，结果大败于法军。1795年法國兼併萊茵河以西的德意志領土，而萊茵河以東的德意志邦國则被納入普鲁士的勢力範圍。1799年法軍大將拿破崙的軍隊被困埃及，神聖羅馬帝國聯同英國、土耳其、俄羅斯趁机組成了第二次反法同盟，再次發起反法戰爭。1805年8月9日，奧地利帝國、英國、沙俄、那不勒斯、瑞典結成「第三次反法同盟」，向拿破崙宣戰。最後法國和神聖羅馬帝國簽訂《普雷斯堡和約》。在拿破崙的威逼利誘下，原來的16個神聖羅馬帝國的成員脫離神聖羅馬帝國，加入萊茵邦聯，神聖羅馬帝國灭亡。1806年秋天，英國、俄羅斯、普魯士等國組成第四次反法同盟，普軍被法军打败，幾乎全軍覆沒。1815年拿破崙建立了「百日王朝」之後，歐洲各君主國重新調集重兵，組成第七次反法同盟，最终在滑鐵盧戰役中击溃法军。普魯士成為歐洲列強之一。
1870年，法皇拿破侖三世對普魯士宣戰，普法戰爭爆发。普魯士藉此團結德意志民族，進攻法國。普法戰爭以法蘭西第二帝國的垮台而告結束，德國南部幾個邦脫離法國控制。至1871年1月18日，普王威廉一世在凡爾賽宮的鏡廳宣告建立德意志帝國（「德意志第二帝國」），德國完成統一，成为欧洲第一大国。但德法兩國於這次戰爭中的結怨，導致德意志帝國的外交政策必定將『圍堵法國』作為最優先的考量為日後的第一次世界大戰的爆發埋下伏筆。

### 两次世界大战
1914年7月28日至1918年11月11日的第一次世界大战，由德國為首的同盟國陣營在西線戰場與法國為首的協約國陣營間爆發多場大型戰役，雙方皆有大量傷亡。战后，法國決心在《凡爾賽條約》懲治德國，然而因為英美干涉，德國受到的戰敗處置相比法國預期下降許多。之後，德國需賠償的戰爭賠款在美國主導的道威斯計劃與扬计划後大幅下降，其金額也大部分並未償付法國，但希特勒藉誇大凡爾賽條約的桎梏，激起德國人民的反法情緒，最终在希特勒的納粹黨的領導下，引爆了規模空前的第二次世界大戰。1940年5月10日德軍入侵法國，他們並未選擇經法國預想的比利時進攻，而是從阿登地區绕过法國人設下的馬奇諾防線。很快法國政府便宣布投降，國防部次長戴高樂则逃亡至英國，建立了自由法國流亡政府。1944年，盟军在诺曼底登陆后，自由法國也在普羅旺斯登陸，盟军开始反击，并最终取得了战争胜利。

### 二战以后

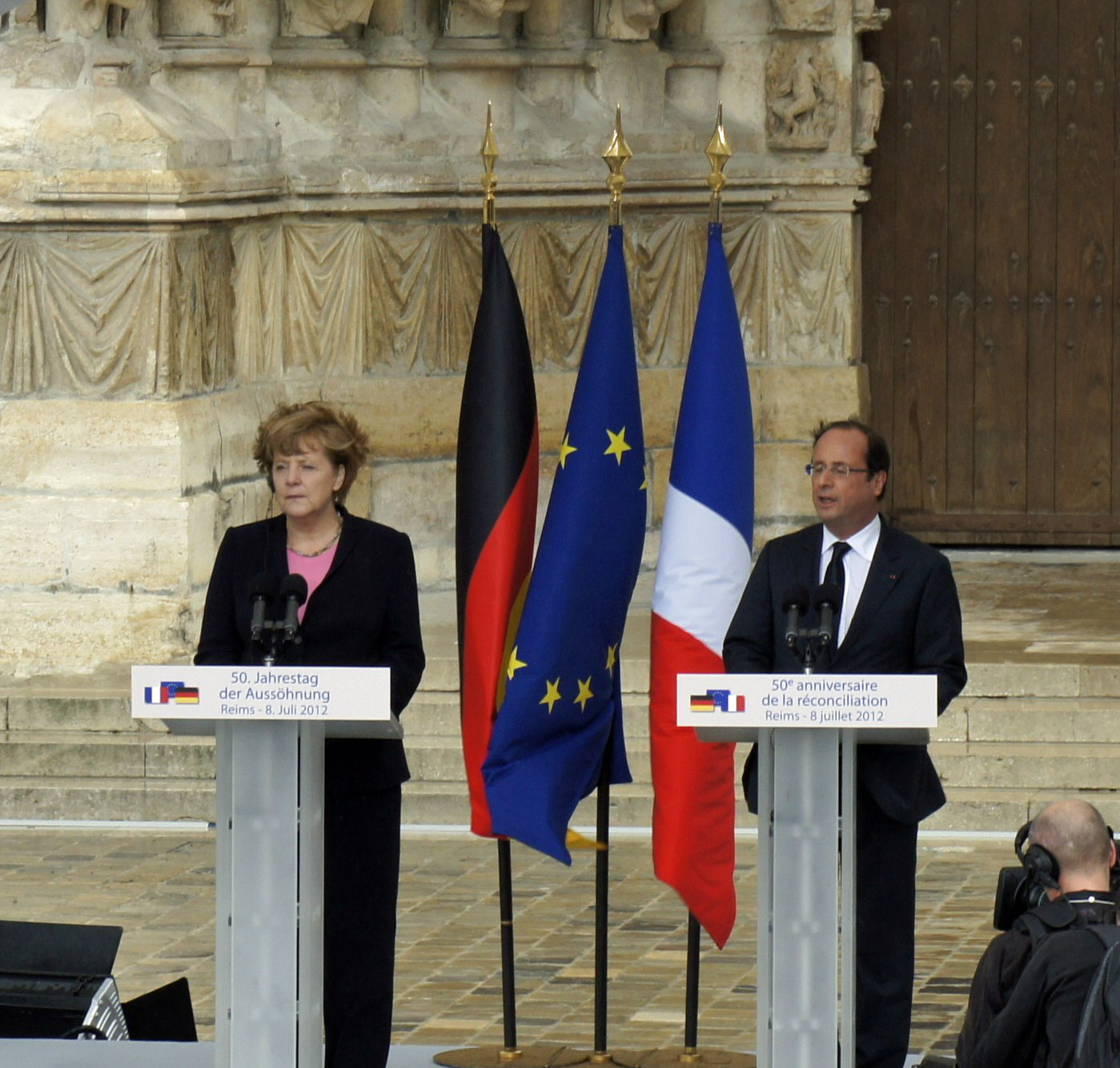
2012年7月8日， 德国总理默克尔与法国总统歐蘭德出席“德法和解”50周年纪念活动

第二次世界大战结束后，法国政府由于冷战的加剧而自認无法遏制德国。同时西德的经济发展也使得法国无法继续限制德国的煤和钢铁工业的发展。而法国本身也对德国的这些资源感兴趣，因此法国政府改变了它至此为止的压抑政策，提出合作政策来协调两国之间在这些重要资源上的合作，避免过去互相之间的竞争和不信任。1951年4月18日簽訂的巴黎條約是基于舒曼计划制定的，根據本條約成立歐洲煤鋼共同體。让·莫内也是煤钢共同体的首任主席（1952年至1955年）。1963年1月22日，時任德國總理康拉德·阿登纳與時任法國總統夏爾·戴高樂在巴黎愛麗舍宮簽訂德法合作條約（Élysée Treaty，又稱愛麗舍條約），為法德關係一大邁進。1967年欧洲煤钢共同体和欧洲经济共同体以及歐洲原子能共同體按照合并条约合并为欧洲共同体。 此外，兩國更合編其義務教育歷史教材，以達和解之效果。
2022年11月25日，德国总理在柏林同到法国总理博尔内签署双边团结声明，强调两国需在能源领域紧密合作，在能源安全方面彼此提供支持。

## 对比
|                | 法国                                                                 | 德国                                             |
| -------------- | -------------------------------------------------------------------- | ------------------------------------------------ |
| 国旗           | 法國                                                                 | 德国                                             |
| 国徽           |                                                                      |                                                  |
| 地图           |                                                                      |                                                  |
| 国家面积       | 674,843 平方公里                                                     | 357,021 平方公里                                 |
| 国家人口       | 67,087,000 人                                                        | 82,066,000 人                                    |
| 人口密度       | 116 人/平方公里                                                      | 229 人/平方公里                                  |
| 首都及最大城市 | 巴黎 – 2,234,105人 / 12,161,542人 (都会区)                           | 柏林 – 3,510,032人 / 5,964,002人 (都会区)        |
| 政府体制       | 单一制 半总统制 共和国                                               | 联邦制 议会制 共和国                             |
| 现任国家元首   | 埃瑪紐耶爾·馬克宏                                                    | 弗兰克-瓦尔特·施泰因迈尔                         |
| 现任政府首脑   | 法蘭索瓦·貝魯                                                        | 奥拉夫·朔尔茨                                    |
| 官方语言       | 法语                                                                 | 德语                                             |
| 主要宗教       | 58% 基督教, 31% 无宗教信仰, 7% 伊斯兰教, 1% 犹太教, 1% 佛教, 2% 其他 | 58% 基督教, 37% 无宗教信仰, 4% 伊斯兰教, 1% 其他 |
| 族群           | 84% 法国人, 7% 其他欧洲人, 7% 北非, 2% 其他                          | 80% 德国人, 5% 土耳其人, 5% 其他欧洲人, 10% 其他 |
| GDP (PPP)      | 2.590 万亿美元, 人均 41,375 美元                                     | 3.615 万亿美元, 人均 44,888 美元                 |
| GDP (名义)     | 2.846 万亿美元, 人均 44,538 美元                                     | 3.730 万亿美元, 人均 45,091 美元                 |
| 外籍人口       | 110,881 法国人居住在德国 （2012年12月31日数据）                      | 95,060 德国人居住在法国（2009年）                |
| 军费开支       | 625 亿美元                                                           | 467 亿美元                                       |